# Pawieł Korotkow
Pawieł Korotkow (ur. 24 lipca 1907, zm. 23 września 1983) – radziecki piłkarz występujący na pozycji pomocnika.
Grał w moskiewskich drużynach Union, Mossowiet Dinamo i CDKA. W 1936 i 1937 zdobył z Dinamem Mistrzostwo ZSRR.